# Bill Moyers
Billy Don Moyers (5 de junio de 1934-26 de junio de 2025) fue un periodista y comentarista político estadounidense.

## Trayectoria
Se desempeñó como noveno Secretario de Prensa de la Casa Blanca bajo la administración de Johnson de 1965 a 1967. También trabajó como comentarista de noticias de televisión durante diez años. Moyers se involucró ampliamente con la radiodifusión pública, produciendo documentales y programas de revistas de noticias. Ganó numerosos premios y títulos honoríficos por su periodismo de investigación y actividades cívicas. Se convirtió en un famoso crítico de los corporativamente estructurados medios de comunicación estadounidenses.

## Trabajos
- Listening to America: A Traveler Rediscovers His Country (1971), Harper's Magazine press, ISBN 0-06-126400-8
- The Secret Government: The Constitution in Crisis: With Excerpts from an Essay on Watergate (1988), coauthor Henry Steele Commager, Seven Locks Press, hardcover: ISBN 0-932020-61-5, 1990 reprint: ISBN 0-932020-85-2, 2000 paperback: ISBN 0-932020-60-7; examines the Iran-Contra affair
- The Power of Myth (1988), host: Bill Moyers, author: Joseph Campbell, Doubleday, ISBN 0-385-24773-7
- A World of Ideas: Conversations With Thoughtful Men and Women About American Life Today and the Ideas Shaping Our Future (1989), Doubleday, hardcover: ISBN 0-385-26278-7, paperback: ISBN 0-385-26346-5
- A World of Ideas II: Public Opinions from Private Citizens (1990), Doubleday, hardcover: ISBN 0-385-41664-4, paperback: ISBN 0-385-41665-2, 1994 Random House values edition: ISBN 0-517-11470-4
- Healing and the Mind (1993), Doubleday hardcover: ISBN 0-385-46870-9, 1995 paperback: ISBN 0-385-47687-6
- The Language of Life (1995), Doubleday hardcover: ISBN 0-385-47917-4, 1996 paperback: ISBN 0-385-48410-0, conversations with 34 poets
- Genesis: A Living Conversation (1996), Doubleday hardcover: ISBN 0-385-48345-7, 1997 paperback: ISBN 0-385-49043-7
- Sister Wendy in Conversation With Bill Moyers: The Complete Conversation (1997), WGBH Educational Foundation, ISBN 1-57807-077-5
- Fooling with Words: A Celebration of Poets and Their Craft (1999), William Morrow, hardcover: ISBN 0-688-17346-2, 2000 Harper paperback: ISBN 0-688-17792-1
- Moyers on America: A Journalist and His Times (2004), New Press, ISBN 1-56584-892-6, 2005 Anchor paperback: ISBN 1-4000-9536-0; twenty selected speeches and commentaries
- Moyers on Democracy (2008), Doubleday, ISBN 978-0-385-52380-6
- Bill Moyers Journal: The Conversation Continues (2011), Publisher: New Press